# Muttekopf (Parzinn)
Der Muttekopf (Imster Muttekopf, 2774 m ü. A.) ist ein Aussichtsgipfel in den Lechtaler Alpen in Tirol. Er liegt nordwestlich von Imst und direkt südlich des Hahntennjochs.
Der Weg führt von Imst über eine Fahrstraße oder durch die enge Rosengartenschlucht nach Hochimst. Von dort auf einem Fußweg in etwa 2 Stunden zur Muttekopfhütte (1934 m ü. A.), alternativ mit einem Sessellift zur Bergstation der Untermarkter Sesselbahn und anschließend zur Bergstation des Alpjoch-Sessellifts und von dort in ungefähr gleichbleibender Höhe in einer halben Stunde zur bewirtschafteten Hütte.
Von der Hütte auf einem alpinistisch reizlosen Steig zur Muttekopfscharte und von dort schwach steigend auf den Muttekopf, 2 bis 3 Stunden ab Hütte, bei trockenem Wetter ohne Schwierigkeiten, für Kinder geeignet.
Ein anderer Anstieg erfolgt von Pfafflar (1619 m ü. A.) aus durch das Fundaistal und die Kübelwände auf den Berg.
Über die Muttekopfscharte führt auch der Übergang zur Hanauer Hütte, bei trockenem Wetter ebenfalls ohne Schwierigkeiten, aber lang.
Geologisch ist der Muttekopf geprägt durch die Konglomeratgesteine der Gosauschichten.

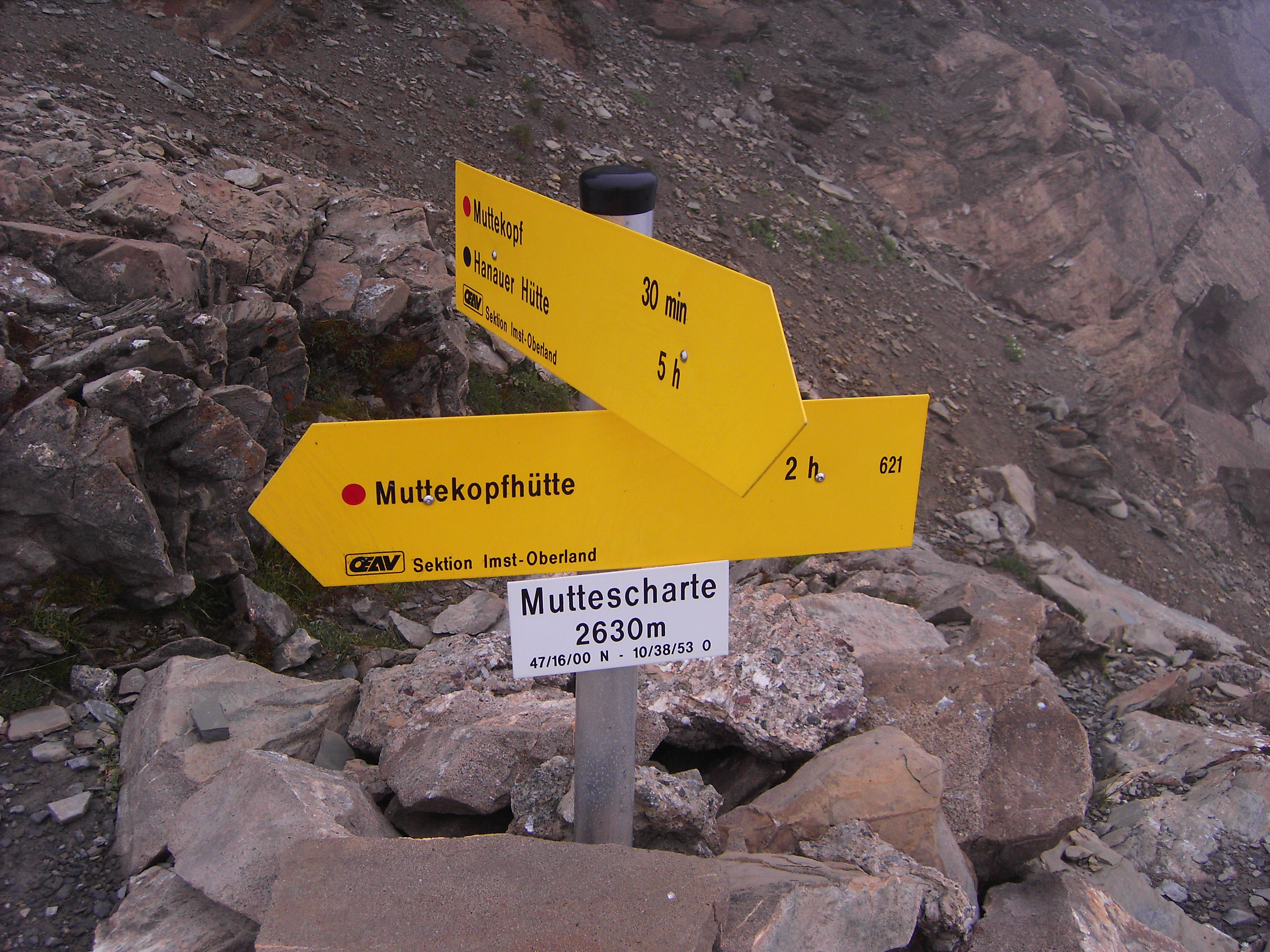
Wegweiser auf der Muttekopfscharte